# Vótkinsk
Vótkinsk (en rus Воткинск) és una ciutat industrial de la República d'Udmúrtia, a Rússia. És coneguda per ser la ciutat on va néixer Txaikovski el 1840. Es troba a dos kilòmetres de la frontera amb Sibèria.

## Demografia
| 1897   | 1939   | 1959   | 1970   | 1979   | 1989    | 2002   | 2008   | 2012   |
| ------ | ------ | ------ | ------ | ------ | ------- | ------ | ------ | ------ |
| 21 000 | 38 600 | 59 700 | 74 100 | 89 800 | 103 500 | 99 441 | 97 266 | 98 628 |